# The Persuaders (gruppo musicale)
The Persuaders sono un gruppo rhythm 'n' blues statunitense formatosi a New York. Il loro brano più conosciuto è Thin Line Between Love and Hate, che negli Stati Uniti è arrivato al primo posto delle classifica Billboard R&B con oltre un milione di copie vendute, ottenendo dalla RIAA la certificazione come disco d'oro il 29 ottobre 1971.

## Storia

### Il gruppo originale
I componenti originali (Douglas "Smokey" Scott, Willie Holland, James Barnes e Charles Stodghill) hanno dato vita al gruppo a New York nel 1969, dopo esperienze precedenti in altri gruppi locali. Scott, Holland e Barnes avevano fatto parte degli The Independents, mentre Stodghill era stato il cantante dei The Topics. La musica dei Persuaders è di chiaro stampo melodico, caratterizzata dalla voce roca ed emotiva di Scott e da un soul e R&B fortemente orchestrale, tipico dei fratelli Richard e Bobby Poindexter, produttori dei principali successi dei primi anni Settanta con la loro casa Win Or Lose.
I Persuaders firmarono nel 1971 un contratto con l'etichetta Atlantic Records ed ebbero immediatamente successo con il singolo Thin Line Between Love and Hate, che parlava di dissapori familiari, che raggiunse il primo posto nella classifica Billboard R&B e il 15º posto nella classifica assoluta. Al singolo fece seguito nel 1972 il primo album, con lo stesso titolo, da cui vennero estratti altri singoli di successo, in particolare Love's Gonna Pack Up (and Walk Out), che entrò nella top 10. Il gruppo fu inoltre impegnato per tutto l'anno in un tour promozionale, al termine del quale però Barnes lasciò la band. Sempre nel 1972, 
Stodghill morì di malattia nel Jacobi Medical Center del Bronx, poco dopo esser sopravvissuto a una lite in un bar durante la quale il suo amico ed ex-compagno dei Topics Boby Adams rimase ucciso mentre tentava di difenderlo.
Nel 1973, in occasione dell'uscita del secondo album eponimo, Barnes e Stodghill furono sostituiti da Thomas Lee Hill e John Tobias, entrambi provenienti dal gruppo locale dei The Huns. Alla fine dell'anno, anche Holland abbandonò la formazione, sostituito da Joey Coleman, e Douglas Scott rimase l'unico componente del nucleo originale. Il gruppo nel 1974 registrò ancora un altro album con Atlantic Records, Best Thing That Ever Happened to Me, riscuotendo ulteriore successo con il brano  Some Guys Have All the Luck, che entrò nella top 40 (lista dei 40 brani più popolari secondo l'industria discografica) di genere pop e fu anche l'ultimo loro singolo a raggiungere la top ten nella classifica R&B.
Nel 1976, sempre a Philadelphia, il gruppo incise l'album It's All About Love con l'etichetta Calla, distribuita dalla CBS Records, da cui fu estratto il singolo I Need Love che entrò nella top 40 della classifica R&B. Nel 1981 pubblicarono con Brunswick Records il singolo Another Time Another Place, con Douglas Scott ancora come cantante.

### I successori
Con l'uscita di scena dei componenti originali, l'attività del gruppo è proseguita nel XXI secolo grazie a due formazioni che ne mantengono il nome esibendosi in tour: i The Persuaders, composti da Vincent Ballard, Sylvester Jones, Tmarvin Williams e Keith Simmons, e i The Persuaders Revue, la cui formazione comprende Evan Wills, Chris White, Bernard Taylor e David Turner, quest'ultimo già cantante degli Implements.
Nessuno dei componenti della formazione originale è più in vita: oltre a Stodghill, Douglas "Smokey" Scott è venuto a mancare nel 1994; di Barnes non si conosce la data esatta del decesso, mentre Willie Holland, l'ultimo rimasto, è morto il 13 febbraio 2016.

## Eredità musicale
The Persuaders hanno inciso la versione originale di brani che sono stati poi eseguiti come cover da altri artisti. In particolare Some Guys Have All The Luck è stata ripresta da Robert Palmer, Rod Stewart e Maxi Priest. Thin Line Between Love and Hate è stata incisa anche dagli H-Town, dal gruppo reggae Black Slate, dal gruppo rock britannico The Pretenders, e da Annie Lennox. Il brano è stato usato anche come tema principale e come titolo per il film La linea sottile tra odio e amore di Martin Lawrence del 1996.

## Discografia

### Album in studio
- 1972 - Thin Line Between Love and Hate
- 1973 - The Persuaders
- 1974 - Best Thing That Ever Happened to Me
- 1976 - It's All About Love

### Compilation
- 2007 - The Platinum Collection

### Singoli
- 1971 - Thin Line Between Love and Hate
- 1971 - Love Gonna Pack Up (and Walk Out)
- 1972 - If This Is What You Call Love (I Don't Want No Part of It)
- 1972 - Peace in the Valley of Love
- 1973 - Bad, Bold and Beautiful, Girl
- 1973 - Some Guys Have All the Luck
- 1974 - Best Thing That Ever Happened to Me
- 1974 - All Strung Out on You
- 1975 - I've Been Through This Before
- 1977 - I Need Love
- 1977 - The Quickest Way Out
- 1981 - Another Time Another Place